# Прекрасная еврейка

«Еврейка из Танжера», художник Шарль Ландель

Прекра́сная евре́йка (фр. la belle juive) — устойчивый персонаж европейской литературы романтизма. «Прекрасную еврейку» обычно изображают как красивую еврейскую девушку, которая одинока и не оценена по достоинству в преимущественно христианском мире.

## История
Популярность данного персонажа в литературе романтизма может быть прослежена к роману Вальтера Скотта «Айвенго» (1819), главный герой которого влюблён в молодую еврейку по имени Ревекка. Скотт, в свою очередь, вдохновлялся образом Джессики (дочери ростовщика Шейлока) в «Венецианском купце» Шекспира. Шатобриан в 1836 году в своей книге «Опыт об английской литературе» рассуждал о том, что еврейские женщины красивее мужчин, поскольку не участвовали в распятии Христа. Возможно, на становление этого образа повлияли ветхозаветные истории о таких красавицах, как Эсфирь и Юдифь. 

Известны предшественники данного образа в европейской литературе Средних веков — два варианта легенды о любви короля к прекрасной еврейке (испанский и польский). Легенда о кастильском короле Альфонсо VIII (1155—1214) и Рахили из Толедо (прозванной Фермоза — «прекрасная» — за свою редкую красоту) появляется в конце XIII в., а в XV в. в Польше возникает легенда о Казимире III (1310—1370) и прекрасной Эстерке. В еврейском варианте, зафиксированном с XVI в., Эстерка выступает законной женой, а не любовницей короля, и благодетельницей своего народа, подобно библейской Эсфири (от которой происходит её имя).  

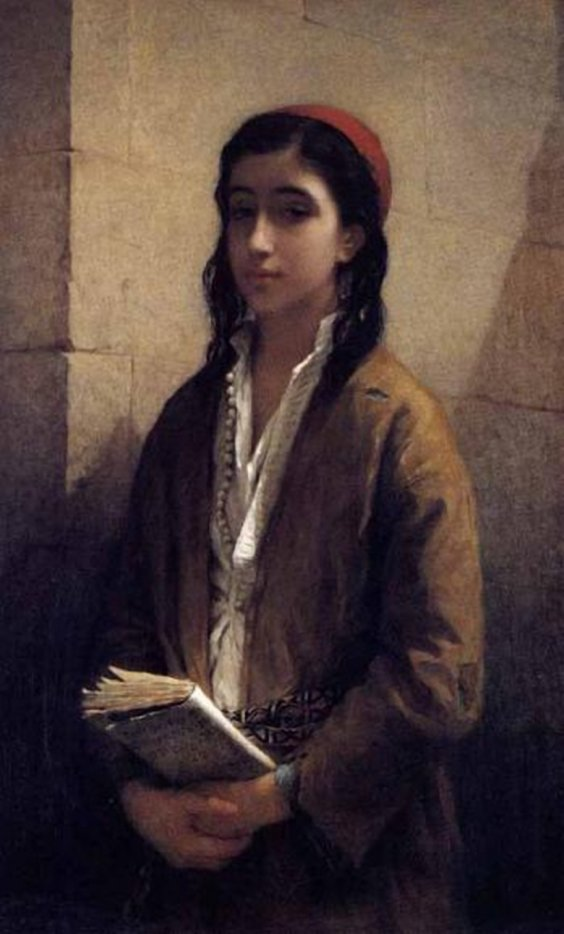
Генриетта Браун. «Прекрасная еврейка» (1865).

Испанский вариант легенды послужил основой для пьесы Грильпарцера «Еврейка из Толедо», написанной около 1851 года.

## Характеристика и атрибуты
Вот стоит эта женщина, на лице которой отражается божественная красота, внушающая священный восторг. Сколько тысячелетий её народ должен был ни с кем не смешиваться, чтобы сохранить эти изумительные библейские черты. С тем же гладким платком на голове, с теми же глубокими глазами и скорбной складкой около губ рисуют матерь Иисуса Христа. Той же самой безукоризненной чистой прелестью сияли и мрачная Юдифь, и кроткая Руфь, и нежная Лия, и прекрасная Рахиль, и Агарь, и Сарра.А. И. Куприн, «Жидовка»
Типичная внешность «прекрасной еврейки» — это длинные густые тёмные волосы и большие тёмные глаза. Нередко изображается в экзотической восточной одежде и украшениях. Если еврей в художественной литературе и публицистике часто изображался негативно, то еврейка, наоборот, идеализировалась. Образ «la belle juive», прекрасной еврейки, одинаково характерен для французской, английской и русской культуры первой половины XIX века — страстная красавица с откровенно восточной внешностью, зачастую жертвующая собой ради любовника-христианина, — или соблазнительная, чужая, несущая разрушение и умирающая сама.

## Современные толкования
Хотя эпоху романтизма вообще привлекала своей экзотичностью восточная культура и её носители (см. ориентализм), а женщинами нездешней красоты и восточной внешности в Европе первой половины XIX века были именно еврейки, многие современные комментаторы пытаются усмотреть в образе прекрасной еврейки скрытый антисемитизм и мизогинию. Так, Жан-Поль Сартр в своём эссе «Размышления о еврейском вопросе» (1944), размышляя об истоках Холокоста, трактует «прекрасных евреек» как особо запретный и уязвимый объект эротического влечения:
Словосочетание «красивая еврейка» имеет совершенно особое сексуальное значение, сильно отличающееся от того, какое имеет, например, «красивая румынка», «красивая гречанка» или «красивая американка», — и именно тем отличающееся, что в них словно бы появляется некий аромат насилия и убийства. «Прекрасная еврейка» — это та, которую казаки при царе таскали за волосы по улицам горящей деревни. <…> Со времён Ребекки в «Айвенго» до евреев у Понсон дю Террайля — и вплоть до наших дней еврейкам в самых серьёзных романах отводилась строго определённая роль: часто подвергаться изнасилованиям и избиениям, иногда избегать бесчестья, приняв заслуженную смерть, а тем, которые сохраняли сюжетную ценность, — становиться покорными служанками или униженными любовницами индифферентных христиан, женившихся на арийках. Я думаю, что больше ничего не нужно, чтобы указать на то место, которое еврейка занимает как сексуальный символ в фольклоре.

## Примеры

### В искусстве

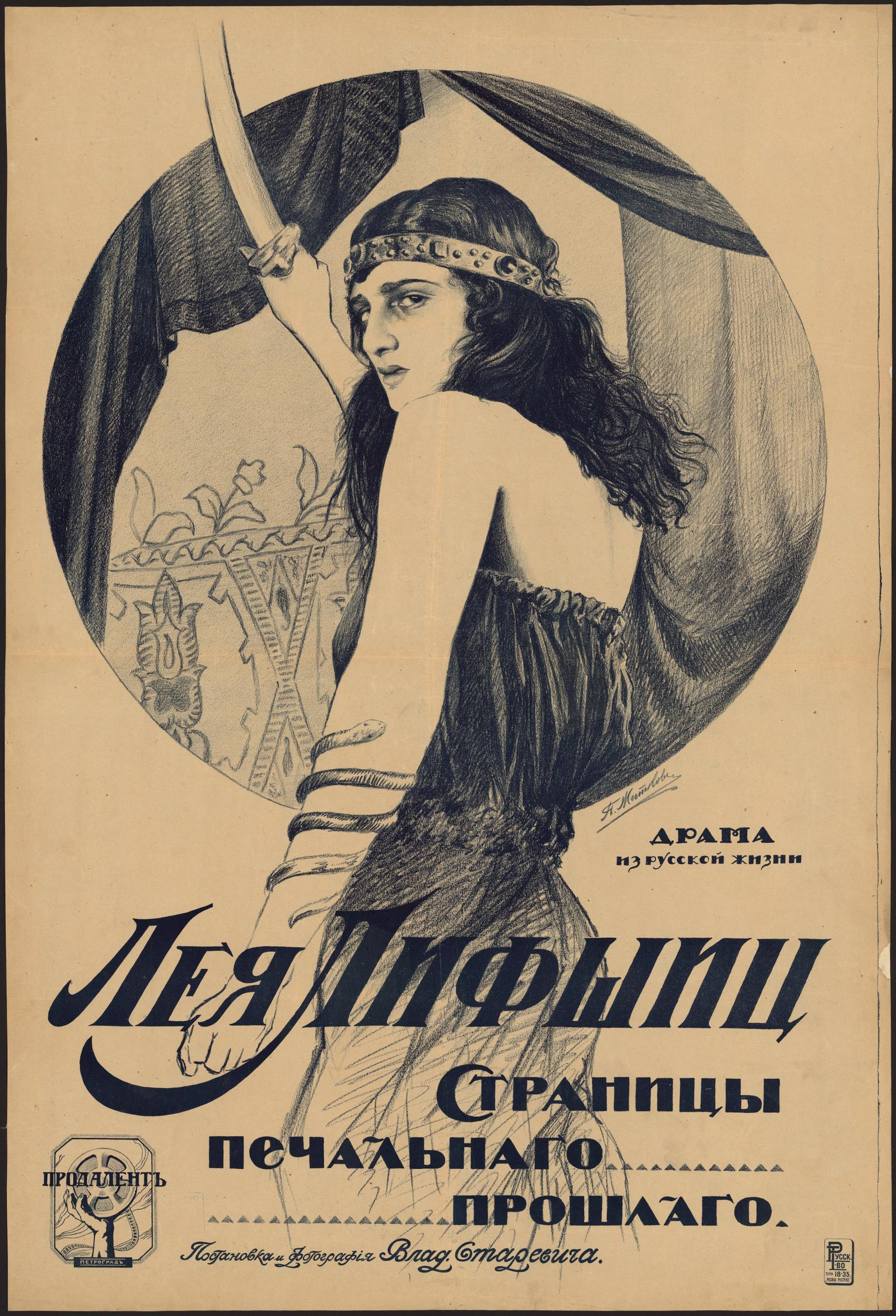
Афиша дореволюционного фильма «Лея Лифшиц — Страницы печального прошлого»

Пожалуй, самой знаменитой еврейской героиней была Рахиль в опере Жака Галеви «Жидовка» (1835). Рахиль влюбляется в принца-христианина, который маскирует себя под еврея, чтобы ухаживать за ней. Когда Рахиль узнаёт об обмане, она осуждает его и проклинает себя. Кардинал обещает ей, что она будет спасена, если обратится в христианство, она отказывается и отправляется на смерть в котёл с кипящей водой.
- Вальтер Скотт, «Айвенго» — Ревекка.
- Антон Чехов, «Тина».
- Иван Тургенев «Несчастная».
- Оскар Уайльд, «Саломея».
- Александр Куприн, «Жидовка».

### В реальной жизни
Через этот образ, преимущественно существовавший в западной литературе и искусстве, воспринимались и такие «ориентализированные» истории, как судьба казнённой в 1834 году марокканской еврейки Солики Хачуэль. Родившаяся в 1817 году в городе Танжере Солика была набожной и красивой девушкой. Точные детали её жизни неясны, но исследователи согласны с основной историей. Её сосед-мусульманин хотел, чтобы она стала его женой и категорически не желал слышать об отказе. Когда распространилась лживая история о том, будто Солика приняла ислам, а затем вернулась к своей «так и не забытой вере», её судьба была решена: Солику силой привели к правителю города Фес, и на заявление девушки, что скорее умрёт иудейкой, чем откажется от своей веры, тот приказал её обезглавить. В еврейской традиции она символизирует собой Киддуш ха-Шем (мученичество за иудаизм), а испанские и французские авторы воспели её историю в романтическом ключе, стилизируя её как архетипичную прекрасную еврейку.